# Canal del Desert
El canal del Desert (Desert Canal) antigament Maksuda Wah, és un important canal de reg a la província de Sind al Pakistan. El canal té el seu origen al riu Indus del que surt a la vora del poble de Kashmor. Corre durant uns 120 km pel desert a l'oest de Kashmor, regant les terres del districte de Jacocabad (antic districte de la Frontera de l'Alt Sind) i zones de la província de Balutxistan. Vint-i-dos branques se separen del canal principal destacant les de Murad (uns 10 km), New Falls (40 km) i New Frontier Rajwan (37 km). L'àrea regada és d'almenys 900 km².